# Бардил II
Бардил II (др.-греч. Βάρδυλις) — царь одного из иллирийских племён начала III века до н. э.
Единственное упоминание Бардила II содержится у Плутарха. Античный историк писал, что одной из жён эпирского царя Пирра была дочь «царя иллирийцев» Бардила Биркенна. Реконструкция биографии этого царя носит предположительный характер. Женитьбы Пирра на дочери Бардила, что предполагало союз между двумя державами, свидетельствовала о том, что Бардил правил достаточно сильным племенем, раз могущественный эпирский царь искал с ним союза. По одной версии, Бардил был сыном царя дарданов и/или дассаретов Клита, внуком могущественного Бардила. В таком случае, Бардил II наследовал власть над этими племенами и на момент свадьбы Пирра и Биркенны был достаточно могущественным правителем, чьи владения граничили с Эпиром.
Возможно, Бардил был зятем и, соответственно, союзником царя тавлантиев Главкия, после смерти которого на некоторое время стал самым могущественным из царей иллирийских племён.